# Like a Riddle
Like a Riddle is een nummer van de Duitse dj Felix Jaehn uit 2017, in samenwerking met het Zweedse indiefolkduo Hearts & Colors en de Franse dj Adam Trigger. Het is de negende single van Jaehns debuutalbum I.
Het nummer gaat over hoogte- en dieptepunten, raadsels, misverstanden en conflicten in een liefdesrelatie. "Like a Riddle" flopte in Jaehns thuisland Duitsland met een 85e positie. Desondanks werd het er wel een radiohit. In Nederland behaalde het nummer geen hitlijsten, en in Vlaanderen bereikte het de Tipparade.